# Stichting Different
Different was van 1975 tot 2020 een Nederlandse stichting die vanuit een orthodox christelijke visie hulp bood aan christenen met homoseksuele gevoelens. De stichting was onderdeel van de Stichting Tot Heil des Volks, die zich ook bezighield met de behandeling van seksverslaving. 
Stichting Different gaf daarnaast ook voorlichting aan kerken en scholen. Aan pastores en ouders werd steun boden om mensen met homoseksuele gevoelens in hun omgeving begeleiding te geven die past bij het beeld dat de stichting heeft van de Bijbelse kijk op seksualiteit.

## Geschiedenis
In 1969 publiceerde Johan Th. Bos het boekje Ik ben niet meer 'zo'. Getuigenissen van een genezen homoseksueel. De naam van de hoofdpersoon, Johan van de Sluis, werd in 1974 bekend. Van de Sluis was voorheen actief in de homoscene, maar kwam tot christelijk geloof en veranderde zijn levensstijl. In 1975 richtte de Stichting Tot Heil des Volks, waarbij Van de Sluis in dienst was, de Evangelische Hulp aan Homofielen (EHAH) op. De organisatie heet sinds 2004 Stichting Different.
D66-Kamerlid Boris van der Ham stelde in 2008 Kamervragen aan toenmalig minister van Emancipatiezaken Plasterk over de overheidssubsidie voor Stichting Onze Weg, omdat deze stichting nauwe banden heeft met Stichting Different, die zich volgens Van Der Ham bezighoudt met het "genezen" van homo's. Plasterk antwoordde hierop dat het niet gebleken was dat Onze Weg zich inderdaad bezighield met het "genezen" van homo's, maar kwam daar op terug en trok in januari 2009 alsnog de subsidie van 50.000 euro voor Onze Weg in. In 2020 besloot Tot Heil des Volks ook te stoppen met Different. De reden daarvoor werd niet gecommuniceerd.

## Overtuiging
Different bood toegang tot "professionele hulpverlening en pastorale begeleiding" en gaf de geloofsuitgangspunten, evangelisch of orthodox, van de cliënt daarin een centrale plaats.
De stichting zag homoseksualiteit als een gerichtheid waarvan niet precies duidelijk is hoe die ontstaat. Voor het overige wijkt de visie van de stichting echter radicaal af van die van de reguliere gezondheidszorg en wetenschappelijke instellingen. Omgeving, karakter, persoonlijkheidsontwikkeling, gebeurtenissen in het leven zouden volgens Different kunnen meespelen als veroorzakende factoren voor een anders ontwikkelde seksuele gerichtheid.

### Visies op (homo)seksualiteit en aanvaarding
De organisatie legde de nadruk op het zich door God aanvaard weten van elk individu en gaat ervan uit dat iemand pas vanuit dat perspectief tot volle ontplooiing kan komen, ook seksueel. Uit haar ideologie en activiteiten blijkt dat de Stichting Different homoseksuele gevoelens als niet horend bij Gods oorspronkelijke bedoelingen ziet.
Er werd individuele begeleiding en therapie aangeboden met als einddoel een "gezonde en evenwichtige" omgang met de eigen seksualiteit. Hieronder verstond Different een omgang met seksualiteit genormeerd door de Bijbel. De achtergrond en voornaamste doelgroep van Different is orthodox-christelijk.
Via internationale contacten had de stichting relaties met wat wel de ex-gaybeweging wordt genoemd: organisaties en activiteiten van personen die zich als voormalig homoseksueel beschouwen.

## Kritiek
Wetenschappers, zorginstellingen en andere organisaties voeren aan dat Different juist afwijkt van moderne wetenschappelijke visies. Moderne, breed geaccepteerde theorieën gaan er doorgaans van uit dat homoseksualiteit een "normaal" verschijnsel is, in die zin dat zij universeel voorkomt, dat haar oorzaken zo niet aantoonbaar dan toch aannemelijk een fysiologische basis hebben, of dat hoe dan ook de vraag naar de oorzaken niet zeer relevant is. Uit deze inzichten trekt Different echter radicaal andere conclusies; de betreffende onderzoeken zouden juist bewijzen dat er voor homoseksualiteit geen biologische of genetische basis is.
Media, politici en diverse medische organisaties zetten begin 2012 grote vraagtekens bij de werkwijze van de stichting naar aanleiding van een artikel in het dagblad Trouw, waarbij kwalificaties werden genoemd als ondeugdelijk en gevaarlijk. De Inspectie voor de Gezondheidszorg voerde daarop een onderzoek uit en concludeerde dat Different in Amsterdam geen therapie aanbiedt waarbij homo's worden 'genezen'. Wel werd vastgesteld dat Different in veel gevallen een behandeling startte met een onvolledige en daarmee ongeldige diagnose, in strijd met de wettelijke verplichtingen ten aanzien van de DBC. Zodoende zag de Inspectie zich genoodzaakt de stichting te blijven controleren in de maanden die volgden.
Op 18 maart 2012 volgde een reportage van het programma Undercover in Nederland waarin een medewerker van dat programma zich voordeed als homoseksuele man die van zijn gevoelens af wilde. Hierin leek het alsof Stichting Different alsnog de besproken therapie juist aanbood. Zo werd de man verteld dat het niet de manier was waarop God de mens geschapen had en werd hem aangeraden te liegen tegenover zijn huisarts om de therapie vergoed te krijgen. Een aantal Tweede Kamerleden trok de eerder genomen conclusie van de Inspectie voor de Gezondheidszorg in twijfel, maar directeur Henk van Rhee van de Stichting Tot Heil des Volks meende dat de uitzending een verkeerd beeld schept van de visie van de stichting.

## Andere christelijke lhbti-organisaties (selectie)
Voor christelijke homo's en lesbiennes waren en zijn er meerdere organisaties met verschillende principes:
- RefoAnders (2006-2014)
- ChristenQueer (resultaat van de fusie uit 2018 tussen ContrariO en het CHJC)
- Hart van Homo’s (sinds 2016)